# Go no sen
Go no sen (in giapponese 後の先?, dopo l'attacco) è un concetto ed una tecnica delle arti marziali giapponesi che significa che si prende il controllo nella lotta dopo l'avversario fa il suo movimento, e anche significa che una volta che l'avversario inizia il suo attacco, il budoka deve essere pronto a fare la sua tecnica, per sottomettere l'avversario completamente. Questa tecnica può essere un movimento difendibile semplice ma in altra mano può essere molto complesso, come impiegare la forza dell'avversario. La cosa più importante è mantenere o prendere il controllo della lotta, sempre con il minor dispendio di energia possibile.
Go no sen non è solo contropiede ma è uno stato mentale, è di raggiungere un livello di concentrazione per vedere se stesso, l'avversario e l'ambiente come unità. Così, è più appropriato dire che è uno stato di armonia che si instaura con l'avversario. Potremmo anche dire che si sta facendo il controllo della lotta ammettendo che non tutto è sotto controllo. Anche se questa idea può sembrare ambigua, ammettendo che l'ambiente di lotta non è sotto il pieno controllo, diventa più facile affrontare l'avversario perché si è pronti a reagire a qualsiasi movimento lui  faccia.
In via ordinaria, è più naturale reagire. Così, go no sen è il modo più naturale per promuovere la difesa, ma è anche il primo e più importante il concetto di tempo nelle arti marziali, qua migliorerà la sensibilità a livelli più alti. Per ottenere una buona risposta, altri concetti devono essere ben compresi, distanza, coerenza, intercettazione (maai, riai, deai).
Go no sen è meglio studiato nelle arti marziali che esplorano il concetto Aiki, in particolare quella quelle che utilizzano aiki no jutsu, di quelli che danno maggiore enfasi al Kiai, come Kitō-ryū e Daitō-Ryū Aikijūjutsu.
Oltre all'aspetto combattivo, il concetto di go no se può essere visto sotto l'ottica filosofica e morale, nel senso che il budoka non deve mai assumere un atteggiamento aggressivo.  Questo punto di vista, però, è diventato più evidente nelle moderne arti marziali che emerse nel ventesimo secolo e che hanno nel loro nome la parola "DO" (道, dō), come aikidō, judo, karate-do, kendō. Ad esempio, karate, l'idea è espressa sul principio che "nel karate, non c'è primo attacco" (空手に先手なし?, karate ni sente nashi).